# Olympische Jugend-Sommerspiele 2010/Teilnehmer (Luxemburg)
| Gelbes Symbol für Goldmedaillen mit stilisierten Olympischen Ringen | Graues Symbol für Silbermedaillen mit stilisierten Olympischen Ringen | Braundes Symbol für Bronzemedaillen mit stilisierten Olympischen Ringen |
| ------------------------------------------------------------------- | --------------------------------------------------------------------- | ----------------------------------------------------------------------- |
| —                                                                   | —                                                                     | —                                                                       |

Die Luxemburger Jugend-Olympiamannschaft bestand aus 5 Sportlerinnen und Sportlern (ein Athlet/4 Athletinnen) für die I. Olympischen Jugend-Sommerspiele vom 14. bis 26. August 2010 in Singapur.
Die Luxemburger Sportler erzielten keine Medaille, aber eine Top-8-Platzierung.

## Athleten nach Sportart

### Leichtathletik
Frédérique Hansen (* 18. Mai 1994), 400 m

Noémie Pleimling (* 27. August 1993), Speerwurf

### Schwimmen
Sarah Rolko (* 22. Juni 1994), 50 und 100 m Freistil; 50, 100 und 200 m Rücken

Raphaël Stacchiotti (* 9. März 1992), 50, 100 und 200 m Freistil; 100 m Rücken; 200 m Lagen, Swimming Club «Le Dauphin» Ettelbruck

Aurélie Waltzing (* 7. Februar 1993), 100 und 200 m Brust